# تاريخ منطقة القوقاز

الخريطة السياسية المعاصرة للقوقاز

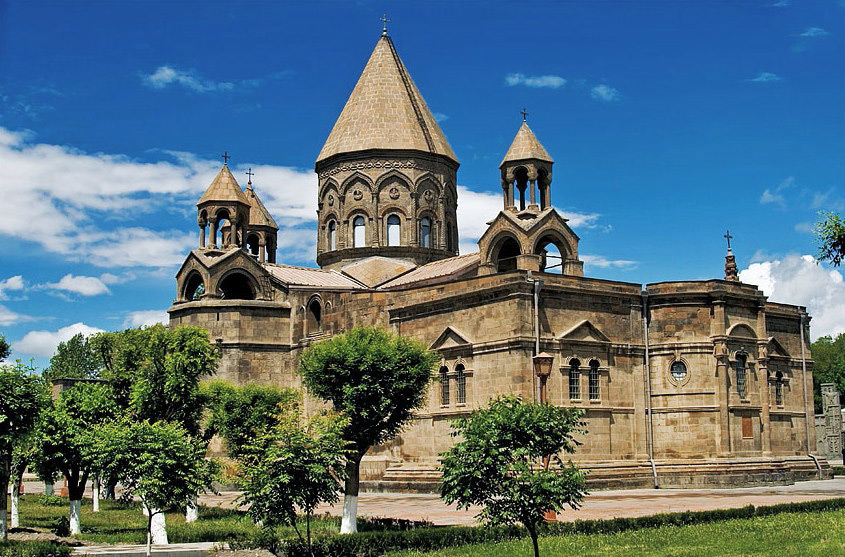
كاتدرائية إتشميادزيين في أرمينيا، اكتمل بناؤها عام 303 بعد الميلاد، وهو أحد مواقع التراث العالمي لليونسكو، ويعد المركز الديني لأرمينيا.

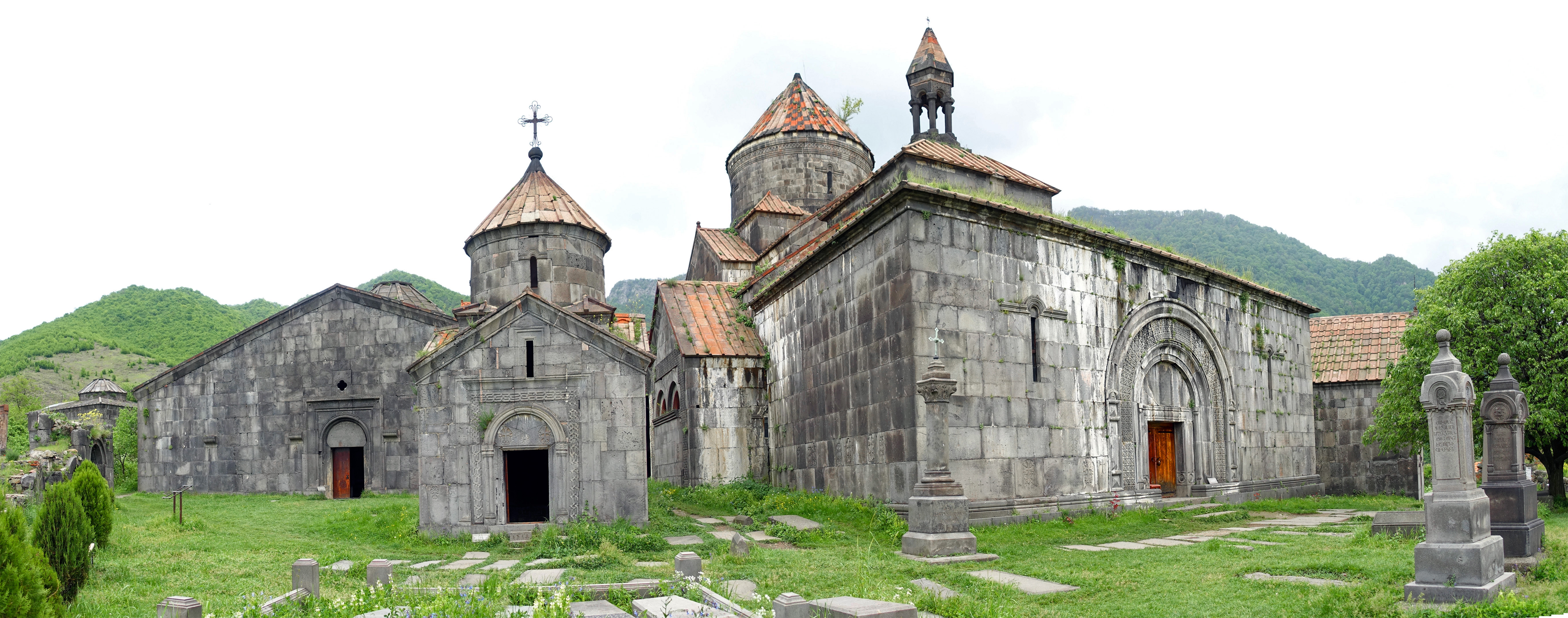
دير هاجبات في أرمينيا، تم الانتهاء منه في القرن العاشر، وهو أحد مواقع التراث العالمي لليونسكو.

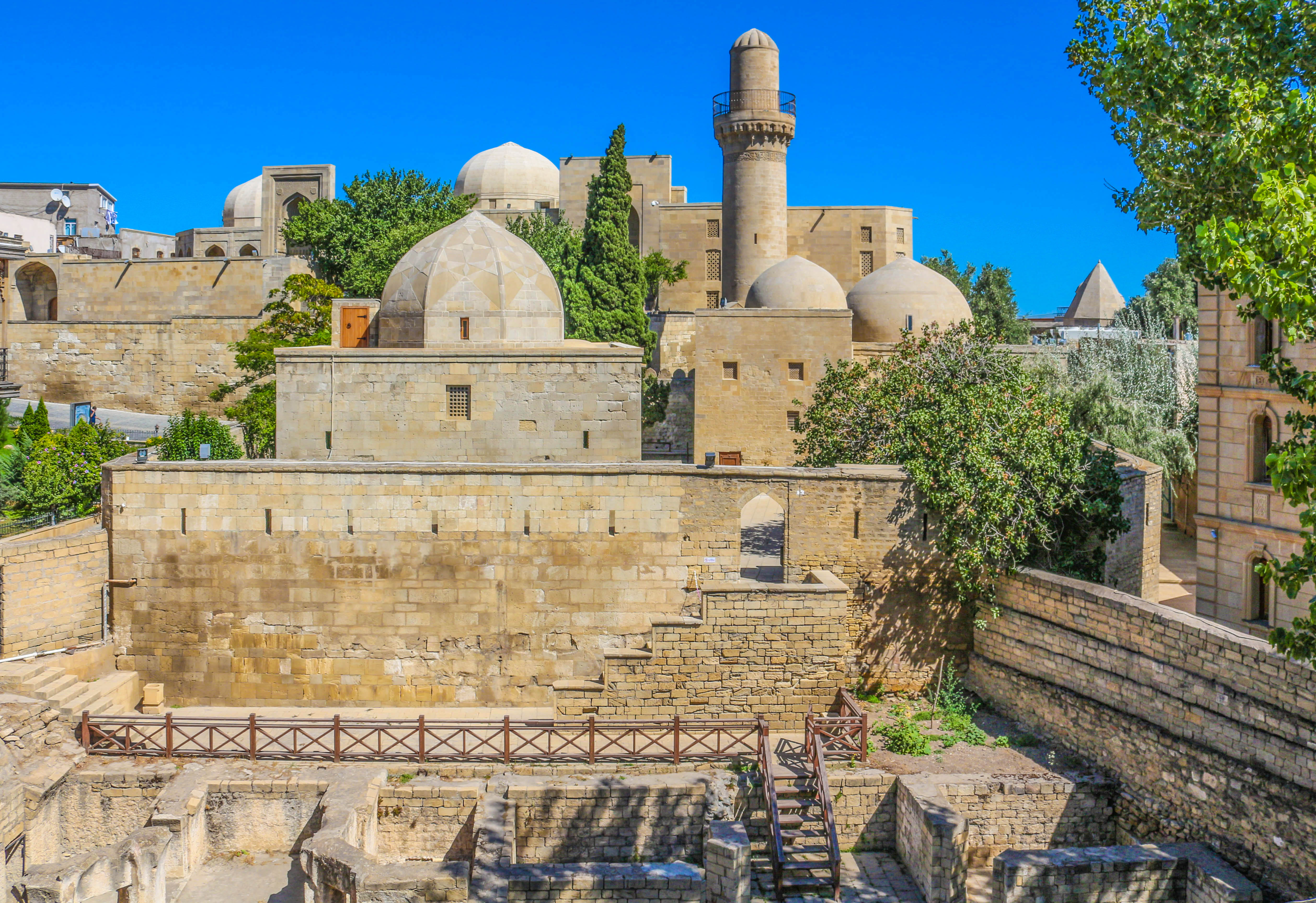
قصر الشروانشاهيين في أذربيجان، اكتمل بناؤه في القرن الثالث عشر أو الرابع عشر الميلادي، وهو أحد مواقع التراث العالمي لليونسكو.

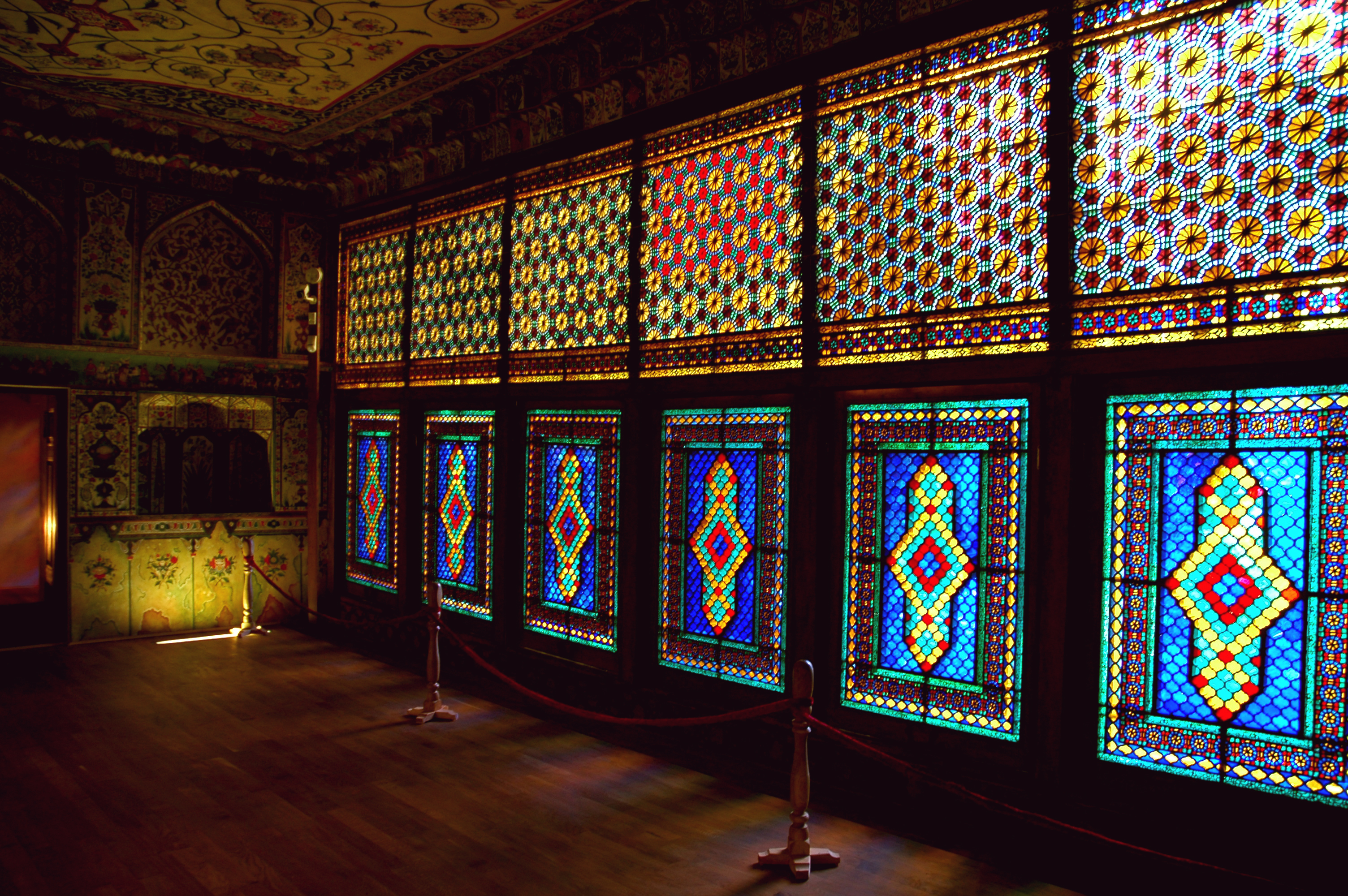
قصر الخان في مدينة شكي في أذربيجان، وهو أحد مواقع التراث العالمي لليونسكو.

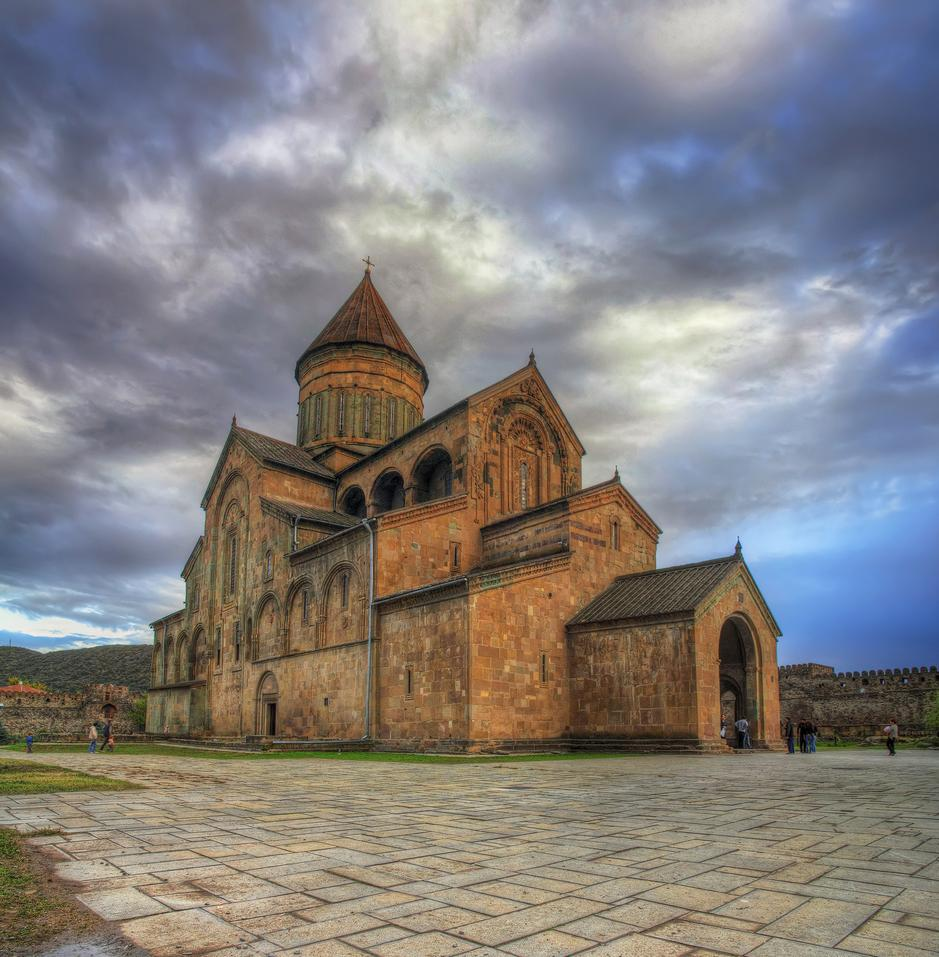
كاتدرائية سفيتيتسخوفيلي في جورجيا، المبنى الأصلي اكتمل في القرن الرابع. كانت في السابق مركزًا دينيًا في جورجيا الملكية، وهي أحد مواقع التراث العالمي لليونسكو.

يمكن تقسيم تاريخ منطقة القوقاز حسب الجغرافيا إلى تاريخ شمال القوقاز والتي كانت تاريخيًا في مجال نفوذ السكيثيا وجنوب روسيا (أوروبا الشرقية)، وإلى تاريخ جنوب القوقاز (ألبانيا القوقازية، جورجيا، أرمينيا، أذربيجان) والتي كانت تاريخيًا في مجال نفوذ بلاد فارس والأناضول ولفترة وجيزة جدًا الآشور.
بعد تفكك مملكة أورارتو وحتى بداية القرن التاسع عشر، سيطرت بلاد فارس في الغالب على جنوب القوقاز وجزء من شمال القوقاز (داغستان). في الفترة ما بين عامي 1813 و1828 بموجب معاهدة جولستان ومعاهدة تركمانشاي على التوالي، تنازل الفرس عن جنوب القوقاز وداغستان إلى الإمبراطورية الروسية. احتلت روسيا وضمت بقية شمال القوقاز خلال القرن التاسع عشر في حروب القوقاز (1817-1864).
أصبح شمال القوقاز مسرحًا لقتال عنيف خلال الحرب العالمية الثانية. حاولت ألمانيا النازية الاستيلاء على منطقة القوقاز التابعة للاتحاد السوفيتي في عام 1942 بهجوم من شقين على الضفة الغربية لنهر الفولغا (بهدف الاستيلاء على مدينة ستالينجراد) والجنوب الشرقي باتجاه باكو، وهي مركز رئيسي لإنتاج النفط. سقطت بعض أجزاء شمال القوقاز تحت الاحتلال الألماني، لكن غزو المحور تعثر في النهاية لأنه فشل في تحقيق أي من الهدفين، ودفع الجنود السوفييت الألمان إلى الغرب بعد معركة ستالينجراد (1942-1943).
بعد تفكك الاتحاد السوفيتي في عام 1991، أصبحت أرمينيا وأذربيجان وجورجيا دولًا مستقلة. أصبحت منطقة القوقاز موضع نزاع إقليمي في حقبة ما بعد الاتحاد السوفيتي، مما أدى إلى إنشاء دول غير معترف بها في أرتساخ وأبخازيا وأوسيتيا الجنوبية.

## التاريخ المبكر
دخلت منطقة القوقاز تدريجياً السجل التاريخي خلال العصر البرونزي المتأخر إلى العصر الحديدي المبكر. هاياسا-قزي كان في وقت متأخر من العصر البرونزي اتحاد اثنين من ممالك المرتفعات الأرمينية، هاياسا تقع جنوب طرابزون وأما قزي فتقع إلى الشمال من نهر الفرات وإلى الجنوب من هاياسا. كان اتحاد هاياسا-قزي في صراع مع الإمبراطورية الحيثية في القرن الرابع عشر قبل الميلاد، مما أدى إلى انهيار الإمبراطورية الحيثية حوالي عام 1190 قبل الميلاد.
كانت أرمي-شوبريا مملكة حورانية، والمعروفة من المصادر الآشورية ابتداء من القرن 13 قبل الميلاد، وتقع في ما يعرف الآن باسم المرتفعات الأرمينية، إلى الجنوب الغربي من بحيرة وان، المطلة على أورارتو. كانت العاصمة تسمى أوبومو. كان ديايحي اتحادًا قبليًا في شمال شرق الأناضول في فترة ما بعد الحثيين، وهو مذكور في النقوش الأورارتية. ديايحي هو موقع محتمل لـ بروتو كارتفيليان؛ وقد وصفه رونالد جريجور صوني (1994) بأنه «تكوين قبلي مهم للجورجيين البدائيين المحتملين»، على الرغم من أن علماء آخرين قد اقترحوا أنه ربما كان أرمينيًا (بناءً على أصل الاسم). في الوقت نفسه، خلال القرنين الثالث عشر والتاسع قبل الميلاد، ظهرت النايري في السجلات الآشورية والحثية. كانت معركة نايريا (حوالي 1230 قبل الميلاد) تتويجا للأعمال العدائية بين الحيثيين والآشوريين.
صعدت مملكة أورارتو في منتصف القرن التاسع قبل الميلاد وازدهرت لقرنين من الزمان قبل أن يتم استيعابها في الإمبراطورية المتوسطة في أوائل القرن السادس قبل الميلاد، تلاها غزو الإمبراطورية الأخمينية.
يدخل شمال القوقاز السجل التاريخي لاحقًا كونه على اتصال ثقافي مع سهوب بونتيك. تعد ثقافة كوبان (حوالي 1100 إلى 400 قبل الميلاد) من أواخر العصر البرونزي وثقافة العصر الحديدي من شمال ووسط القوقاز. من المفترض أن ترتبط نهايته بالتوسع السكيثي في المنطقة.

## العصور الكلاسيكية القديمة
|  |  |  |

- اورارتو
- مملكة كولشيس
- بلاد فارس
  - ميديون (728 قبل الميلاد - 549 قبل الميلاد)
  - الإمبراطورية الأخمينية (حوالي 550 قبل الميلاد - 330 قبل الميلاد)
  - بارثيا (247 ق.م - 224 م)
  - الإمبراطورية الساسانية (224 - 651 م)
- الإمبراطورية الآشورية الحديثة (911 إلى 609 قبل الميلاد)
- مملكة أرمينيا
  - ساتراب أرمينيا (336 قبل الميلاد - 200 قبل الميلاد)
  - أرطاشيان أرمينيا (190 قبل الميلاد - 2 قبل الميلاد)
  - أرشكوني أرمينيا (52 م - 428 م)
- مملكة ألبانيا القوقازية
- مملكة ايبيريا القوقازية
- مملكة لاتسيكا إجريسي.
- الإمبراطورية الرومانية (114-117 م)

## العصور الوسطى

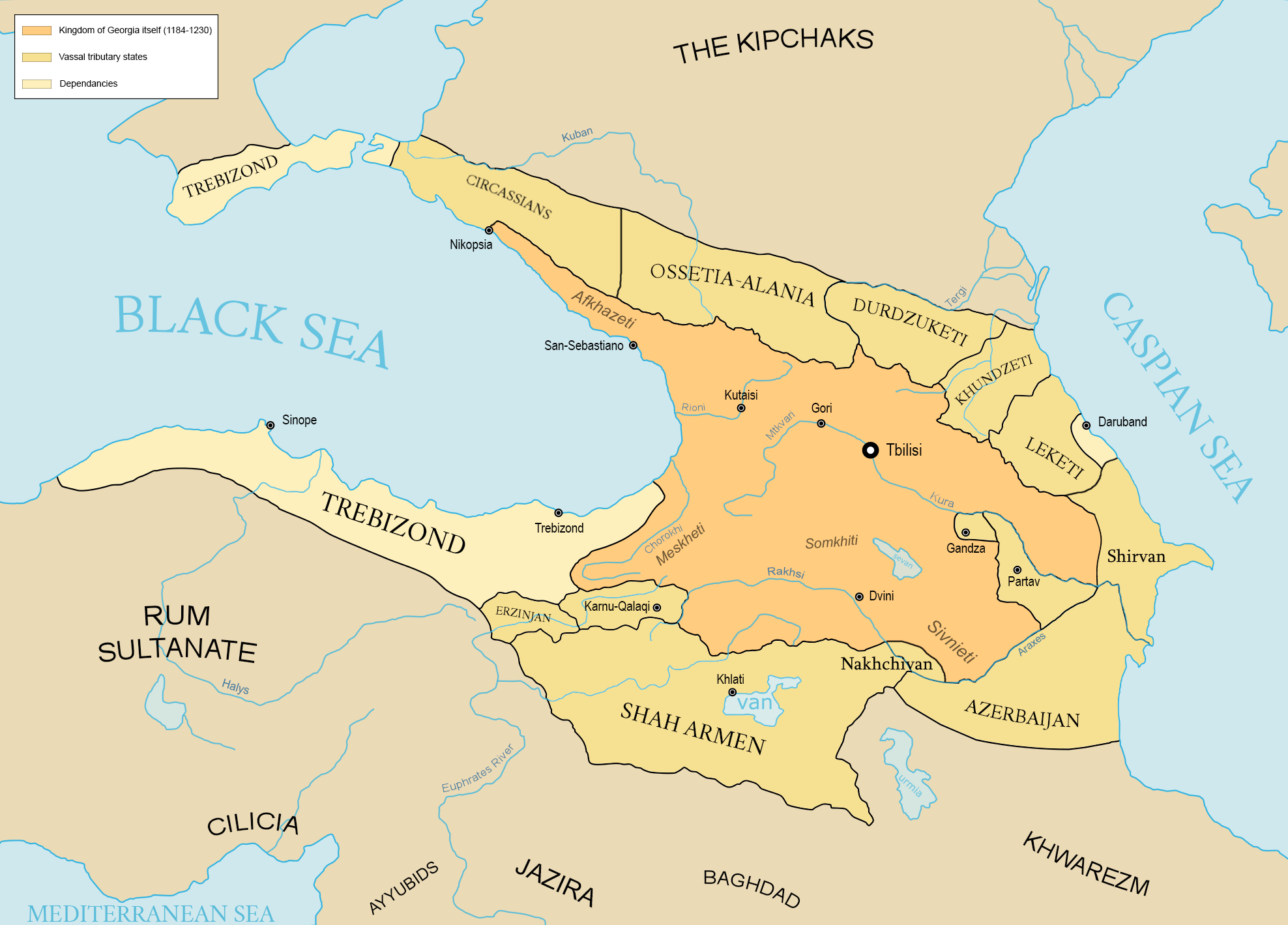
مملكة جورجيا في ذروة قوتها تحت حكم تامار جورجيا وجورج الرابع ملك جورجيا (1184-1226).

خلال العصور الوسطى، نظمت باغراتيد أرمينيا، ومملكة تاشير دزوراجيت، ومملكة سيونيك وإمارة خاشين السكان الأرمن المحليين الذين يواجهون تهديدات متعددة بعد سقوط مملكة أرمينيا القديمة.
حافظت ألبانيا القوقازية على علاقات وثيقة مع أرمينيا وكنيسة ألبانيا القوقازية التي تشترك في نفس العقائد المسيحية مع الكنيسة الرسولية الأرمنية وكان لها تقليد من الكاثوليكوس يتم ترسيمهم من خلال بطريرك أرمينيا.
- الإمبراطورية الساسانية (224 - 651)
- الإمبراطورية البيزنطية (330 - 1453)
- الخزر
- الخلافة الإسلامية
  - الخلافة الراشدة (632 - 661)
  - الخلافة الأموية (661 - 750)
  - الخلافة العباسية (750 - 1258)
- مملكة جورجيا (1008-1490)
  - مملكة أبخازيا (767-1014)
  - مملكة تاو كلارجيت (888-1008)
  - مملكة كاخيتي هيريتي (1020 - 1104)
  - مملكة إيميريتي (1260 - 1810)
  - سامتسخ-ساتباغو (1266-1625)
  - مملكة كاخيتي (1465 - 1762)
  - مملكة كارتلي (1466-1762)
- بلاد فارس
  - سالاريدس
  - ساجد
- شيرفانشاه
- مملكة أرمينيا (العصور الوسطى)
- الأسرة السلجوقية (1037 - 1194)
- إيلخانات (1256 - 1335)
- الأسرة التيمورية (1370-1526)

## التاريخ الحديث المبكر

خريطة القوقاز عام 1490

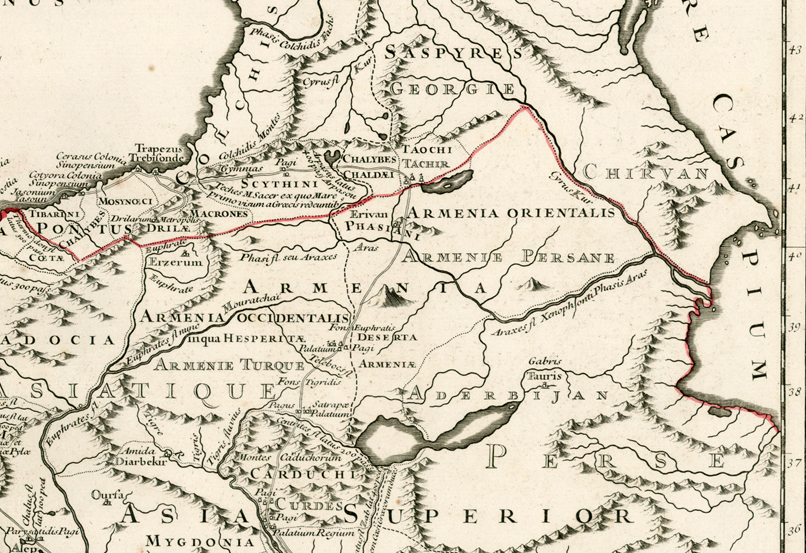
القوقاز عام 1740

بحلول نهاية القرن الخامس عشر، تم تجزئة مملكة جورجيا إلى عدد من الممالك الصغيرة التابعة إما لبلاد فارس (مملكة كاخيتي، مملكة كارتلي) أو العثمانيين (مملكة إيميريتي). طوال القرن السادس عشر، استمرت القوقاز في معركة بين القوات الفارسية والعثمانية، حيث حاولت القوتان العظمتان السيطرة على المنطقة. من 1530 إلى 1550، أصبحت العديد من مدن القوقاز النقطة المحورية لهذه الانقسامات الإمبراطورية. في عام 1555، بلغ هذا ذروته في سلام أماسيا، حيث وافقت القوات العثمانية والفارسية على إنشاء مناطق نفوذ رسمية في المنطقة. نتيجة للمعاهدة، سيطرت الإمبراطورية الصفوية (بلاد فارس) على الأراضي الواقعة شرق مرتفعات سورامي، بما في ذلك مملكتي كارتلي وكاخيتي الجورجيتين. سيطر العثمانيون على مناطق غرب المرتفعات، بما في ذلك مملكة إيميريتي الجورجية. اكتسبت الإمبراطورية الروسية الوليدة مناطق في شمال القوقاز في الحرب الروسية الفارسية عام 1722/3. تم التنازل عن هذه الأراضي إلى بلاد فارس بعد بضع سنوات. بعد وفاة نادر شاه، تم دمج كارتلي وكاخيتي في مملكة كارتلي كاخيتي في عام 1762؛ انفصل إيريكيل بحكم الأمر الواقع عن السيادة الفارسية، ولكن بحكم القانون لا يزال يعترف بالفرس على أنهم المسيطرون. في عام 1783، أبرم الملك إريكلي الثاني معاهدة جورجيفسك مع الإمبراطورية الروسية. حاولت كاثرين العظيمة استخدام جورجيا كقاعدة للعمليات ضد كل من إيران والإمبراطورية العثمانية. بعد وفاتها انسحب الروس إلى خط شمال القوقاز. أعادت سلالة قاجار تأسيس سيادة بلاد فارس التقليدية على القوقاز. هزمت قوة غزو فارسية الجيش الجورجي في معركة كرتسانيسي عام 1795. في عام 1801، بعد سنوات قليلة من اغتيال آغا محمد خان، استفاد الروس من اندلاع حالة عدم الاستقرار في إيران، وضم الروس شرق جورجيا (كارتلي - كاخيتي) .
بينما ظلت جورجيا وأرمينيا مسيحيتين، تبنى الشيشان الإسلام السني تدريجيًا. تم إسلام الشركس في الغالب تحت تأثير تتار القرم والإمبراطورية العثمانية في القرن السابع عشر.

## التاريخ الحديث

### الإمبراطورية الروسية والحرب الأهلية
- جورجيا داخل الإمبراطورية الروسية (1801-1918)
  - الحرب الروسية الفارسية (1804 - 13)
  - معاهدة كوراتشاي (1805)
  - معاهدة لستان (1813)
  - الحرب الروسية الفارسية (1826-1828)
  - معاهدة تركمنشاي (1828)
  - حرب القوقاز (1817 - 1864)
  - التطهير العرقي للشركس
  - حملة القوقاز
- الحرب الأهلية الروسية
  - جيش المتطوعين (1918 - 1920)
  - جمهورية كوبان الشعبية (1918-1920)
  - جمهورية شمال القوقاز الجبلية (1917-1922)
- جمهورية جورجيا الديمقراطية (1918-1921)
- جمهورية جنوب القوقاز الديمقراطية الاتحادية

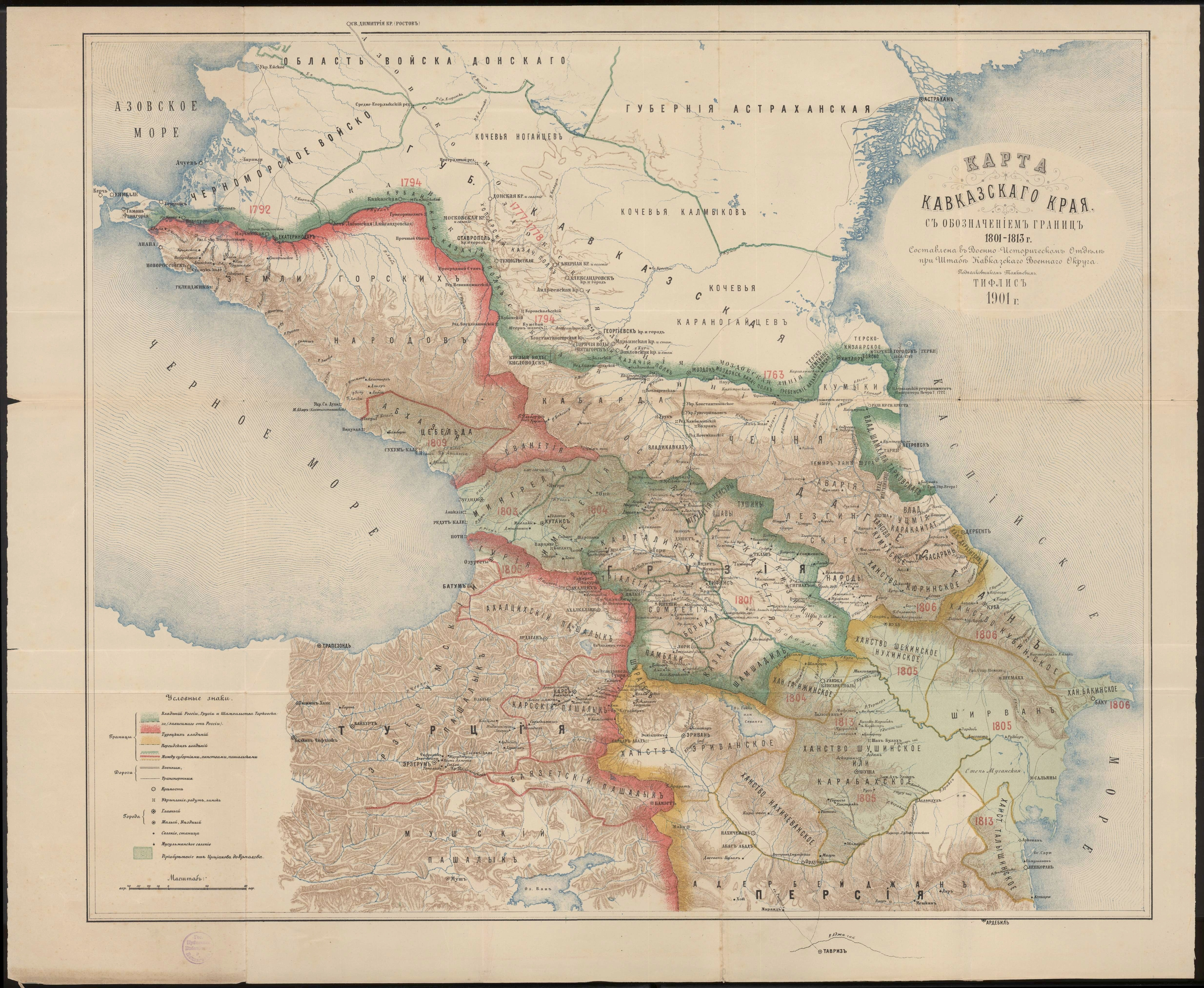
جمعت في قسم التاريخ العسكري في مقر المنطقة العسكرية القوقازية ، اللفتنانت كولونيل تومكييف. تفليس 1901
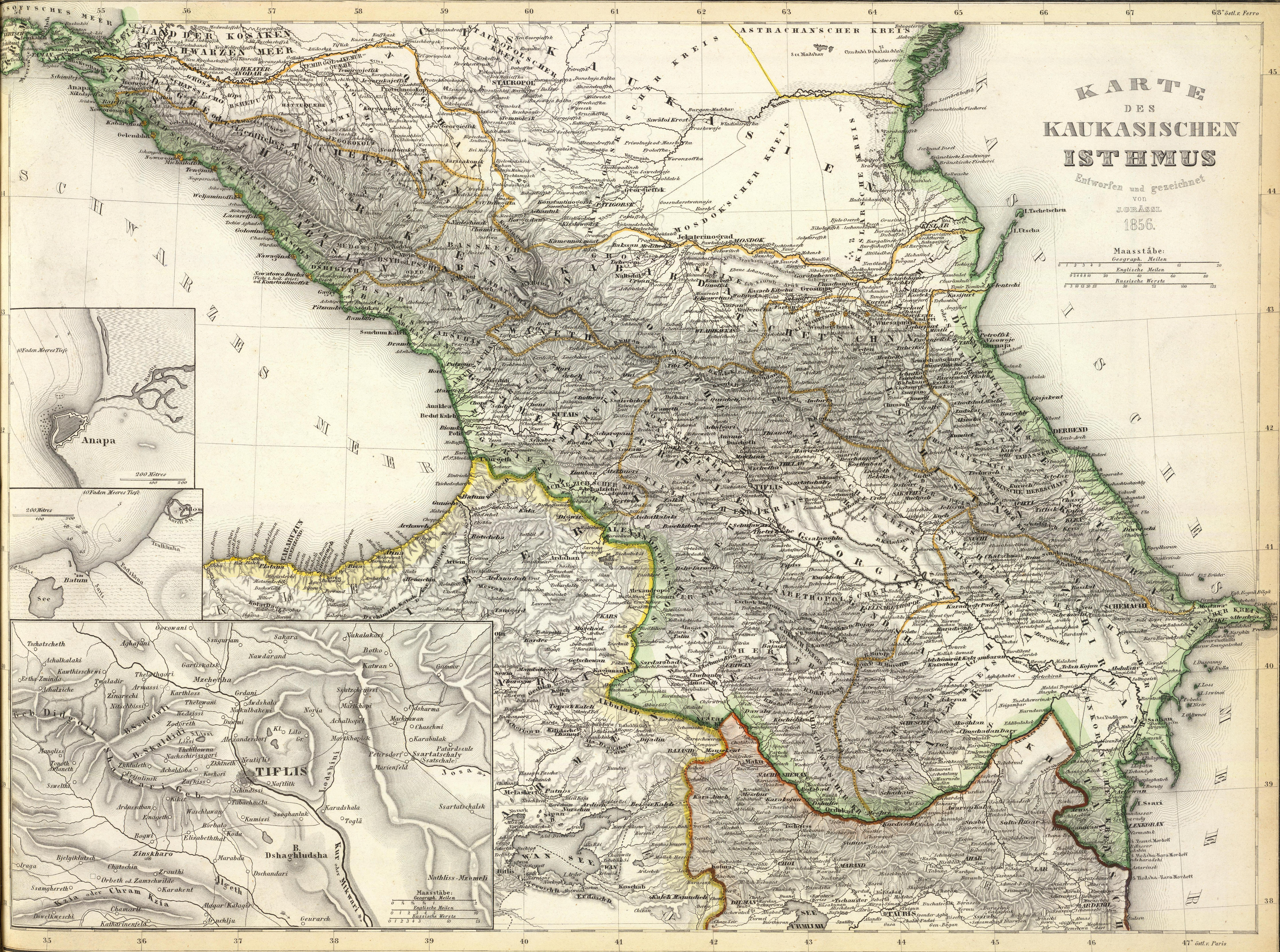
Karte des Kaukasischen Isthmus . Entworfen und gezeichnet von J. Grassl، 1856.
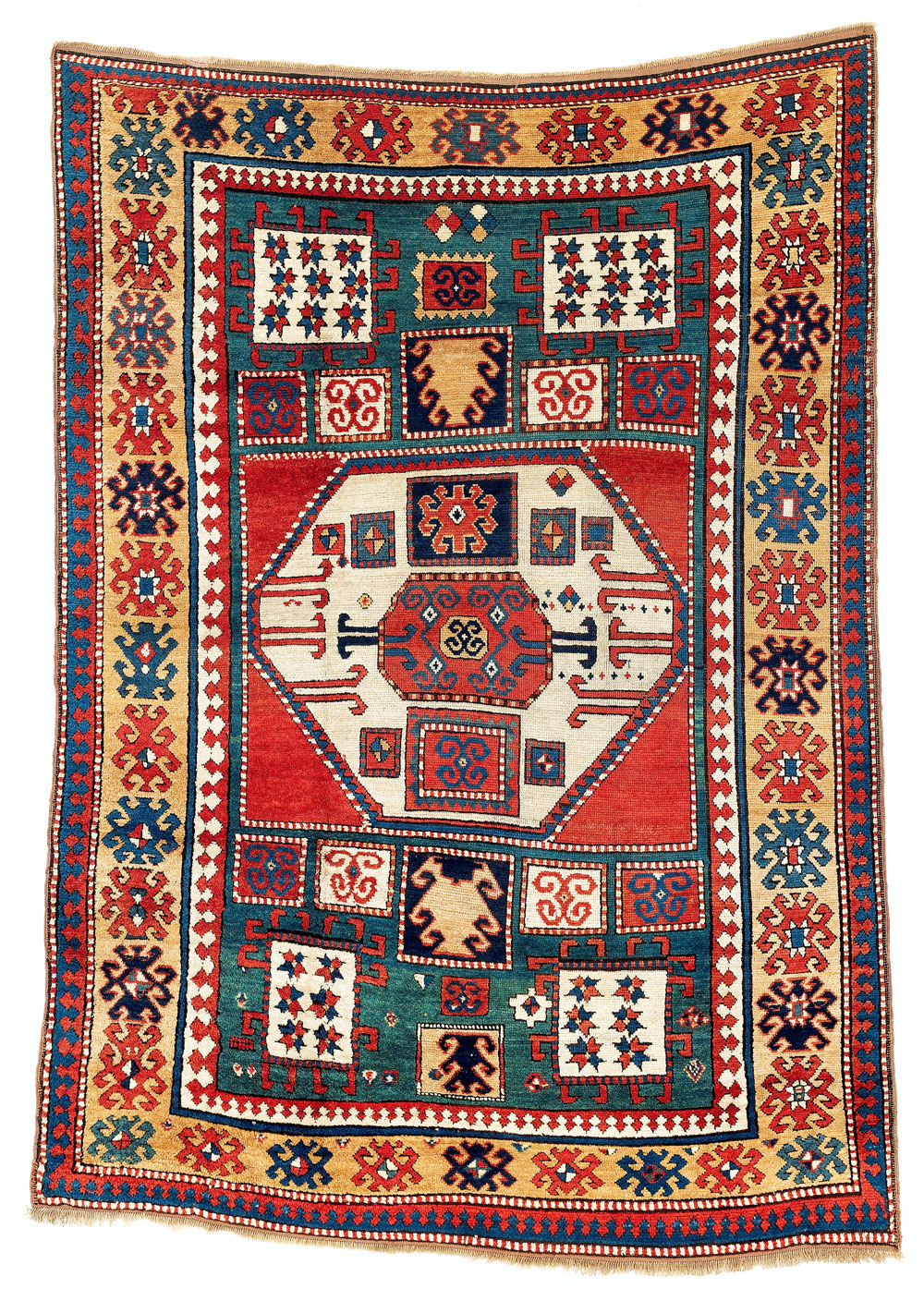
بساط كاراتشوف كازاك ، منتصف القرن التاسع عشر

### الاتحاد السوفيتي
- الاتحاد السوفيتي
  - جمهورية ما وراء القوقاز السوفيتية الاشتراكية
  - جمهورية أرمينيا الاشتراكية السوفياتية
  - جمهورية جورجيا الاشتراكية السوفياتية
  - جمهورية أذربيجان الاشتراكية السوفياتية
- حرب ناغورنو كاراباخ الأولى (1988-1994)
- نزاع أوسيتيا-إنغوشيا (1989-1991)
- جمهورية الشيشان إشكيريا (1991-2000)
- جمهورية جورجيا (منذ 1991)
- أرمينيا (منذ 1991)
- جمهورية أذربيجان (منذ 1991)

### التاريخ الحديث (1991 إلى الوقت الحاضر)
- الحرب في أبخازيا (1992-1993)
- حرب الشيشان الأولى 1994-1996
- حرب الشيشان الثانية، 1999-2006
- الحرب الروسية الجورجية، 2008
- 2020 حرب ناغورنو كاراباخ